# ITV (sieć telewizyjna)
     ITV1
     STV
     UTV

Branding ITV:
ITV1
STV
UTV

ITV (Independent Television, Telewizja Niezależna) – sieć regionalnych stacji telewizyjnych w Wielkiej Brytanii, wspólnie obejmujących swym zasięgiem cały obszar kraju. Powstała na mocy ustawy Television Act z 1954, której celem było stworzenie konkurencji na rynku telewizyjnym wobec ówczesnego monopolisty, BBC. ITV to najstarsza sieć komercyjna w Wielkiej Brytanii. Od czasu uchwalenia ustawy o radiofonii i telewizji w 1990 jej nazwa prawna brzmiała Channel 3, aby odróżnić go od innych w tym czasie kanałów analogowych, m.in. BBC1, BBC2 i Channel 4.
ITV przez większość istnienia była siecią niezależnych oddzielnych firm, które świadczyły regionalne usługi telewizyjne, a także dzieliły się między sobą programami, które były pokazywane w całej sieci. Każda franczyza była pierwotnie własnością innej firmy, ale po kilku fuzjach piętnaście regionalnych oddziałów jest w posiadaniu dwóch firm, ITV plc i STV Group. Obecnie ITV po prostu zleca harmonogram sieci centralnie – programy są tworzone przez własną spółkę zależną ITV Studios i niezależne firmy produkcyjne.

## Historia

### 1954–1990

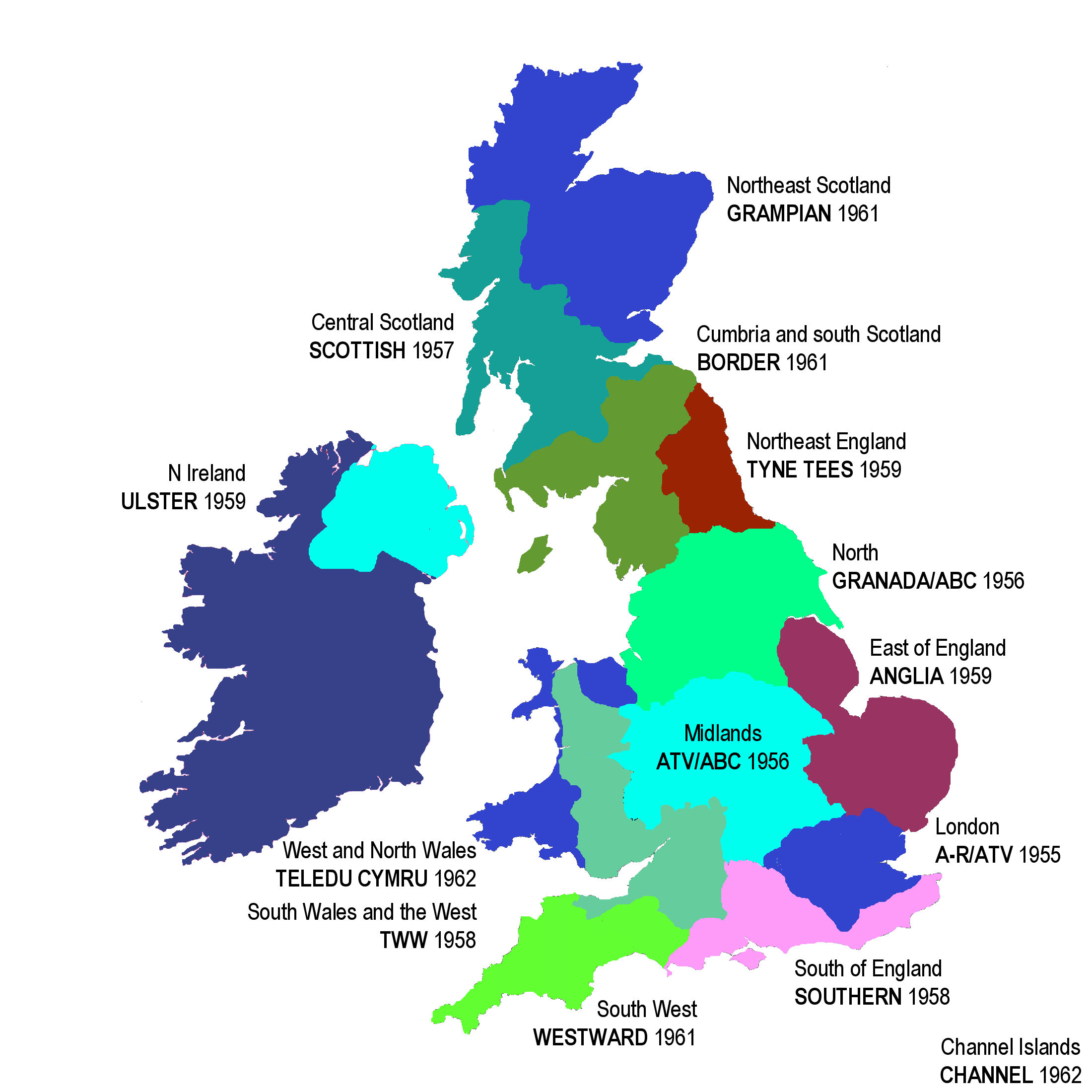
Regiony koncesyjne oraz obsługujący je nadawcy w 1962

Ustawa z 1954 dzieliła obszar Wielkiej Brytanii na 12 regionów i przewidywała przeprowadzanie przetargów na czasową koncesję na nadawanie programu telewizyjnego w każdym z nich. W niektórych regionach dopuszczano także podział na koncesję na nadawanie w dni powszednie oraz w weekend. Pierwszy przydział koncesji miał miejsce w latach 1954–1962, w miarę jak następowało techniczne tworzenie sieci. Kolejne poważne zmiany w strukturze koncesjonariuszy miały miejsce w latach: 1964, 1968, 1974 i 1982, zaś liczba regionów koncesyjnych urosła do 15. Poszczególne stacje sieci współpracowały ze sobą na gruncie programowym (m.in. były współudziałowcami firmy ITN, produkującej dla nich wspólne serwisy informacyjne), ale działały pod własnymi nazwami, zaś pojęcie ITV miało charakter głównie potoczny jako obiegowe określenie dla wszystkich kanałów oraz prawny.

### Reformy od roku 1990
W 1990 system został gruntownie zreformowany przez ustawę Broadcasting Act (znowelizowaną następnie w 1996). Zmiany umożliwiły rozpoczęcie procesu głębszej konsolidacji stacji i tworzenia z nich jednej, ogólnokrajowej sieci. Już we wrześniu 1989 większość stacji wprowadziła wspólną identyfikacją wizualną, której centralnym elementem były litery ITV (jednak jeszcze przez wiele lat łączono je z logotypami poszczególnych stacji, dzięki czemu widz wciąż mógł odróżnić, którą z nich ogląda). Także ramówka stawała się coraz bardziej jednolita.

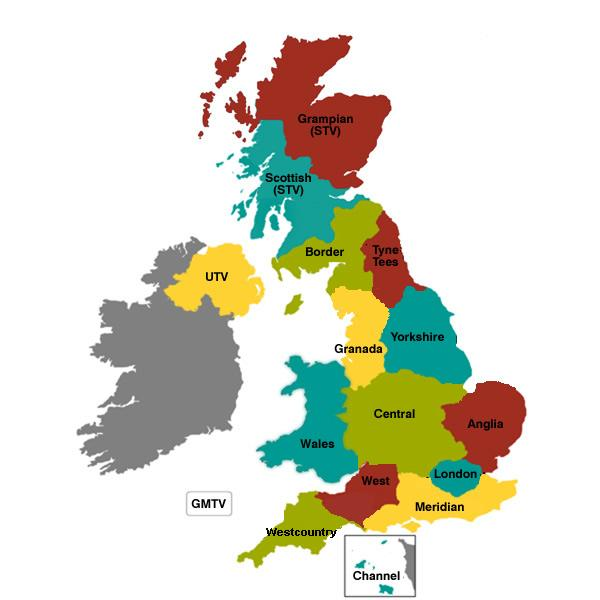
Regiony koncesyjne oraz obsługujący je nadawcy do 2008 roku. Wielkimi literami zaznaczono kanały nadające poza marką ITV1

Równocześnie przez całe lata 90. trwał proces kapitałowego scalania nadawców z poszczególnych regionów. W ich wyniku wyłonili się dwaj główni gracze – Granada oraz Carlton. 2 lutego 2004 obie firmy połączyły się, tworząc spółkę ITV plc. Do 2008 każda z koncesji należała formalnie do innej firmy, lecz za sprawą powiązań kapitałowych ogromna większość sieci, obejmująca całą Anglię i Walię, była kontrolowana przez ITV plc, która nadawała na wszystkich swoich analogowych częstotliwościach jeden, choć rozszczepiany regionalnie, kanał ITV1. Począwszy od 2008, wszystkie koncesje w Anglii i Walii zostały skupione w rękach firmy ITV Broadcasting Ltd., spółki zależnej ITV plc. W 2013 kanał ITV1 wrócił do tradycyjnej nazwy ITV.

### Szkocja
W Szkocji w ramach systemu ITV nadawany jest kanał STV, Ten zachowuje kapitałową i organizacyjną niezależność od ITV plc, ale blisko współpracuje z tym nadawcą programowo.

## Organizacja
Sieć ITV nie jest własnością ani nie jest obsługiwana przez jedną firmę, ale przez licencjobiorców, którzy świadczą usługi regionalne, jednocześnie emitując programy w całej sieci. Od 2016 roku piętnaście koncesji posiada dwie firmy, z których większość posiada ITV Broadcasting Limited, część ITV plc.
Sieć jest regulowana przez regulatora mediów Ofcom, który jest odpowiedzialny za przyznawanie licencji. Wszystkie firmy posiadające licencję należały do organizacji non-profit ITV Network Ltd., która zlecała i planowała programowanie w sieci. Jednak ze względu na połączenie kilku firm od czasu utworzenia ITV Network Limited, została ona zastąpiona przez system afiliacyjny. Wszyscy licencjobiorcy mają prawo do rezygnacji z niektórych programów sieciowych (z wyjątkiem krajowych biuletynów informacyjnych), jednak wielu z nich nie posiada takich planów. Jest to spowodowane naciskami ze strony firmy macierzystej lub ograniczonymi zasobami. STV często (a czasami kontrowersyjnie) rezygnowała z kilku popularnych programów sieciowych – takich jak oryginalny bieg pierwszej serii Downton Abbey – powołując się na potrzebę dostarczania widzom większej ilości szkockich treści.
Od momentu uruchomienia platformy w 1998 roku, wszyscy licencjobiorcy ITV otrzymali możliwości emisji na platformie cyfrowej telewizji naziemnej. Obecnie firmy są w stanie nadawać dodatkowe kanały i wszystkie decydują się na nadawanie ITV2, ITV3, ITV4 i CITV w swoim regionie.

## Obecne regiony koncesyjne i usługi regionalne

Obecne regiony koncesyjne ITV

ITV operuje czternaście usług regionalnych. Oprócz tego istnieje również inna licencja na dostarczanie krajowych wiadomości dla Channel 3, należąca do ITN. Wszystkie wymienione tutaj licencje zostały przedłużone do końca 2024.
| Region                                       | Posiadacz licencji       | Nazwa oddziału   | Data uzyskania licencji | Przedsiębiorstwo macierzyste | Branding oddziału          |
| -------------------------------------------- | ------------------------ | ---------------- | ----------------------- | ---------------------------- | -------------------------- |
| centralna Szkocja                            | STV Central Limited      | STV Central      | 31 sierpnia 1957        | STV Group plc                | STV                        |
| północna Szkocja                             | STV North Limited        | STV North        | 30 września 1961        | STV Group plc                | STV                        |
| East of England                              | ITV Broadcasting Limited | ITV Anglia       | grudzień 2006           | ITV plc                      | ITV                        |
| Dumfries and Galloway, granica anglo-szkocka | ITV Broadcasting Limited | ITV Border       | listopad 2008           | ITV plc                      | ITV                        |
| East, West, South Midlands                   | ITV Broadcasting Limited | ITV Central      | listopad 2008           | ITV plc                      | ITV                        |
| Walia (do 2015 Walia i Anglia Zachodnia)     | ITV Broadcasting Limited | ITV Cymru Wales  | listopad 2008           | ITV plc                      | ITV Cymru Wales/ITV        |
| North West England i Isle of Man             | ITV Broadcasting Limited | ITV Granada      | listopad 2008           | ITV plc                      | ITV                        |
| Londyn (dni powszednie)                      | ITV Broadcasting Limited | ITV London       | listopad 2008           | ITV plc                      | ITV                        |
| Londyn (weekendy)                            | ITV Broadcasting Limited | ITV London       | listopad 2008           | ITV plc                      | ITV                        |
| South & South East England                   | ITV Broadcasting Limited | ITV Meridian     | listopad 2008           | ITV plc                      | ITV                        |
| North East England                           | ITV Broadcasting Limited | ITV Tyne Tees    | listopad 2008           | ITV plc                      | ITV                        |
| South West & West of England                 | ITV Broadcasting Limited | ITV West Country | listopad 2008           | ITV plc                      | ITV                        |
| Yorkshire i Lincolnshire                     | ITV Broadcasting Limited | ITV Yorkshire    | listopad 2008           | ITV plc                      | ITV                        |
| Wyspy Normandzkie                            | ITV Broadcasting Limited | ITV Channel TV   | marzec 2017             | ITV plc                      | ITV Channel Television/ITV |
| Irlandia Północna                            | ITV Broadcasting Limited | UTV              | luty 2016               | ITV plc                      | UTV                        |

## Logo
Logo ITV zmieniało się 2 razy, od 1977 do 1980 logo składało się z niebieskiego tła i z napisu ITV, od 1980 do 1989 logo składało się z czarnego tła i z napisu ITV, w ostatnich 10 latach istnienia logo składało się z białego napisu ITV litera V była niebieska.